# سارة السحيمي
سارة جماز عبد الله السحيمي ولدت عام 1979م في مدينة الرياض. هي سيدة أعمال واقتصادية سعودية. تعتبر أول امرأة في إدارة شركة السوق المالية السعودية. وتعد أول امرأة سعودية تشغل منصباً مالياً رفيعاً ليس فقط على مستوى القطاع العام المتمثل بـ «تداول»، بل أيضاً على مستوى القطاع الخاص إذ شغلت مناصب مماثلة في ثلاث مؤسسات مصرفية كبرى هي «الأهلي كابيتال» و«مجموعة سامبا المالية» و«جدوى للاستثمار». وكذلك هي أول امرأة تكون عضواً في مجلس إدارة المؤسسة العامة للخطوط الجوية العربية السعودية.

## التعليم
تخرجت سارة السحيمي من جامعة الملك سعود بدرجة البكالوريوس في المحاسبة بمرتبة الشرف الأولى، وأتمت دورة في برنامج الإدارة العامة من جامعة هارفرد في 2015م.

## الحياة العملية
- تولت منصب مدير تنفيذي ورئيس قسم الاستثمار في إدارة الأصول بشركة جدوى للاستثمار، والتي انضمت إليها في مايو 2007م كمدير أول محافظ استثمارية. وعملت سارة السحيمي قبل ذلك بوظيفة مدير أول محافظ استثمارية في إدارة الأصول في مجموعة سامبا المالية.
- في سبتمبر 2013م اختيرت واحدة من بين 16 عضواً في اللجنة الاستشارية لهيئة السوق المالية والتي عملت بها لمدة عامين.
- عينها مجلس الوزراء في 6 فبراير 2017م عضواً في تداول، وانتخبها مجلس إدارة «تداول» رئيساً خلال أول اجتماع يعقده في دورته الرابعة في 16 فبراير 2017م، في مقر الشركة في الرياض وبحضور جميع أعضائه.[5] كان والدها جماز السحيمي أول رئيس للسوق المالية (2004 – 2006).
- تشغل منصب مديرة في شركة إن سي بي كابيتال (دي آي أف سي) في مركز دبي المالي العالمي "DIFC" بدولة الإمارات العربية المتحدة.[6]

- في 30 مارس 2021، عينت السحيمي، عضواً في مجلس إدارة المؤسسة العامة للخطوط الجوية العربية السعودية ــ ممثلة عن القطاع الخاص.[4]
- عضو في مجلس إدارة صندوق التنمية الثقافي.[7]
- عضو في مجلس إدارة الهيئة العامة للإحصاء (لمدة ثلاث سنوات) من فبراير 2024م.[8]